# 阿根廷人
阿根廷人 (西班牙語：Argentinos) 是指对阿根廷有国家认同感的人、海外阿根廷人以及居住在阿根廷境內的公民。 
阿根廷境內的人民來自多個种族、宗教和民族，大部分阿根廷人是來自旧大陆的移民及其后裔。 除了阿根廷原住民外，其他几乎所有阿根廷人或其祖先都是在過去數百年內移民阿根廷的。在全球接收移民最多的国家中，阿根廷以660万數量位居第二，仅次于美国（2700万）。 